# Motionless in White
Motionless In White (abreviado MIW) es una banda estadounidense de metalcore procedente de Scranton, Pensilvania. Se formó en 2005 y está compuesta por el vocalista/tecladista Chris "Motionless" Cerulli, el guitarrista/vocalista Ricky "Horror" Olson, el guitarrista líder Ryan Sitkowski, el bajista Justin Morrow y el baterista/tecladista Vinny Mauro. El nombre de la banda proviene de la canción "Motionless and White" de la banda Eighteen Visions. Un tiempo después, la misma banda les dio su aprobación, lo cual describieron como un gran honor.
Motionless In White firmó con Fearless Records para publicar sus primeros tres álbumes, el primer álbum, Creatures, fue lanzado el 12 de octubre de 2010, el segundo álbum Infamous, fue lanzado el 12 de noviembre de 2012, el tercer álbum, Reincarnate, fue lanzado el 15 de septiembre de 2014 en Reino Unido y luego en 16 de septiembre de 2014 en todo el mundo, el cuarto álbum, Graveyard Shift, fue lanzado el 5 de mayo de 2017 a través de Roadrunner Records. Su quinto álbum, Disguise, se lanzó el 7 de junio de 2019, y su trabajo más reciente, Scoring the end of the world, se lanzó el 10 de junio del 2022.

## Historia

### Formación y primeros años (2005-2009)
El grupo lo fundaron en 2005 Chris Cerulli, que tocaba la guitarra, el teclado y voz principal; Angelo Parente, batería; Frank Polumbo, guitarrista; y Kyle White, bajista, durante la escuela secundaria. En ese momento, el grupo tenía un sonido influenciado por el rock alternativo, el género emo y el post-hardcore. Motionless In White optó por seguir un estilo musical metalcore altamente influenciado por bandas de metal gótico e industrial, línea que la banda siguió tras lanzar su demo en 2005.
Un año después de publicar su demo, incorporaron a Joshua Balz como nuevo tecladista de la banda. Frank Polumbo asumió en el bajo y se incorporaron dos nuevos miembros: Michael Costanza y TJ Bell. Chris pasó a ser solamente la voz principal. Grabaron su primer EP, The Whorror, con Masquerade Records. La banda fue descubierta por Zach Neil mientras tocaba en un club nocturno local llamado The Staircase. Neil firmó la banda primero a la gerencia y luego a su sello discográfico, Masquerade. Grabaron su primer EP (The Whorror), que fue producido por Zach Neil y mezclado por Dan Malsch, y lo lanzaron a través del sello Masquerade Recordings/Warner en 2007.
Después del EP The Whorror, Motionless In White había escrito suficientes canciones para completar un álbum de larga duración. Su ambición para grabar el álbum fue obstaculizada por el hecho de que todavía tenían contrato con Masquerade Recordings, pero eso no detuvo a la banda para completar el trabajo. El álbum se llamó When Love Met Destruction. Se registró en 2008, pero nunca tuvo un lanzamiento oficial, ya que todas sus canciones se publicaron en internet. Tras un breve paso por el escenario indie de la Costa Este del Vans Warped Tour, la banda llamó la atención de grandes compañías discográficas. Tragic Hero Records fue una de ellas en el que decidieron firmar por un breve período de tiempo antes de pasar a Fearless Records antes de que finalice 2008 pero la banda nunca firmó con Tragic Hero Records.
La banda se separó del guitarrista Michael Costanza y trajo al actual guitarrista Ryan Sitkowski como su reemplazo. A pesar de haber firmado con Fearless antes de los meses previos al lanzamiento de la versión EP de When Love Met Destruction, se distribuyó a través de Tragic Hero el 17 de febrero de 2009.

### Creaturesy cambio de alineación (2009-2011)
Después del lanzamiento de When Love Met destruction, el bajista Frank Polumbo dejó Motionless In White debido a su creciente desinterés por el estilo musical de la banda. Aunque dejando atrás el género, Polumbo no acredita estar en malos términos con la banda. Con la salida de Polumbo, Motionless In White añadió a Ricky Horror como nuevo bajista permanente en octubre de 2009. Meses después, Motionless In White entró en el estudio en mayo de 2010 para grabar su álbum debut, Creatures, con Andrew Wade como productor elegido. El primer sencillo del disco fue "Abigail" y se lanzó en septiembre a través de la página de Myspace de la banda y fue muy bien recibido. El vídeo musical de la canción fue lanzada unos meses después, y después le llegó el turno a la canción "Creatures" y a "Immaculate Misconception" y un vídeo musical en vivo de "Puppets (The First Snow)", que fue filmado durante el verano en The All Stars tour 2011. Creatures fue lanzado el 12 de octubre de 2010, y ocupó el 175.º puesto en el Billboard Top 200 charts, y el sexto en la tabla Heatseekers.
El miércoles 4 de mayo de 2011, el guitarrista Thomas Joseph "TJ" Bell fue despedido de la banda. Las razones fueron que Bell estaba cumpliendo funciones de sustitución de bajo para la banda Escape the Fate y tenía que reunirse con el resto del grupo en Orlando (Florida), pero en su lugar decidió ir a Los Ángeles para hacer frente a sus problemas financieros actuales. Según la banda, Bell dejó Motionless In White en medio de una gira para irse como bajista de Escape the Fate y no informó al resto de los miembros a tiempo de que no iba a estar disponible durante esas semanas. Eso obligó a la banda a estar sin su guitarra rítmica en sus actuaciones. Motionless In White declaró: "Si nuestra actuación en vivo no dependiera en gran parte de tener dos guitarristas, no habría sido un gran problema para nosotros... pero lamentablemente tener un solo guitarrista en una banda como la nuestra hace que las actuaciones sufran mucho. Nos pusimos de acuerdo para que TJ se fuera de la banda", junto con una explicación sobre cómo tuvieron muchos desacuerdos con Bell a lo largo de los años. Sin embargo, en las entrevistas posteriores con Chris Motionless y Angelo Parente han declarado que el factor decisivo para la eliminación de Bell de la banda se debió a su abuso de alcohol y drogas, y que haber abandonado a la banda en medio de una gira para irse con otra fue la gota que colmó el vaso. Después de la salida de Bell, Ricky Olson pasó a tocar la guitarra rítmica. En las giras de Motionless In White, comenzó a tocar el bajo un chico llamado Devin Sola, ahora conocido como "Ghost", un bajista sustituto. Ghost fue confirmado oficialmente como nuevo bajista de la banda el 27 de noviembre de 2011.

### Infamous y salida de Parente(2012-2013)
A principios de 2012, Motionless In White decidió trabajar con dos productoras independientes para llevar a cabo una amplia gama de sonidos y estilos para Infamous. Se anunció que se iba a lanzar un nuevo álbum llamado Infamous producido por Jason Suecof y el músico Adrian Mora. Durante la mayor parte de 2012, Chris Motionless y Ricky se dejaron la piel en el estudio y el álbum se completó. Los fans seguramente esperaban algo diferente a lo que venían acostumbrados. El álbum Infamous les tomo más esfuerzo que nunca al grupo para llevar su estilo único mediante la mezcla de muchos elementos y del género en un solo registro. El 25 de septiembre, "Devil's Night" fue lanzado como el primer sencillo del álbum. El 9 de octubre, su segundo sencillo "If It's Dead, We'll Kill It" fue liberado. El 13 de noviembre de 2012, el vídeo musical de Devil's Night fue lanzado. Ese mismo día, el álbum Infamous fue liberado. Infamous inicialmente llegó al número 53 en el Billboard 200, No.19 en Top discos de rock, No.9 en álbumes independientes superiores, y N.º 5 en el Top discos de Hard Rock. 
El 11 de marzo Motionless In White sufrió una baja importante: Angelo Parente anunció su salida en Tumblr, diciendo: "Después de hacer esto desde que tengo 17 años, giras sin parar y todo lo demás que viene con la vida de un músico, finalmente me ha agotado". Ha dejado la banda en buenos términos, y no hay ninguna señal de diferencias internas. Brandon Richter fue anunciado como el baterista de reemplazo el 23 de abril de 2013. El 23 de abril, la banda lanzó el tercer sencillo de Infamous, "América" acompañado de un vídeo lírico. El 3 de junio, otro vídeo, dirigido por el percusionista Shawn Crahan de Slipknot fue lanzado para el sencillo. El 11 de junio de 2013, Motionless In White lanzó la edición deluxe de Infamous, con versiones remezcladas y remasterizadas de todas las pistas originales, junto con dos nuevas canciones, remixes de Celldweller, Combichrist y Ricky Horror, y la batería regrabada de Richter. Motionless In White hizo su primera gira de larga duración por Reino Unido en septiembre de 2013 con The Defiled y Glamour The Kill. Motionless In White También fue apertura de In This Moment en el Tour HELLPOP en los EE. UU.

### Reincarnate(2014-2016)

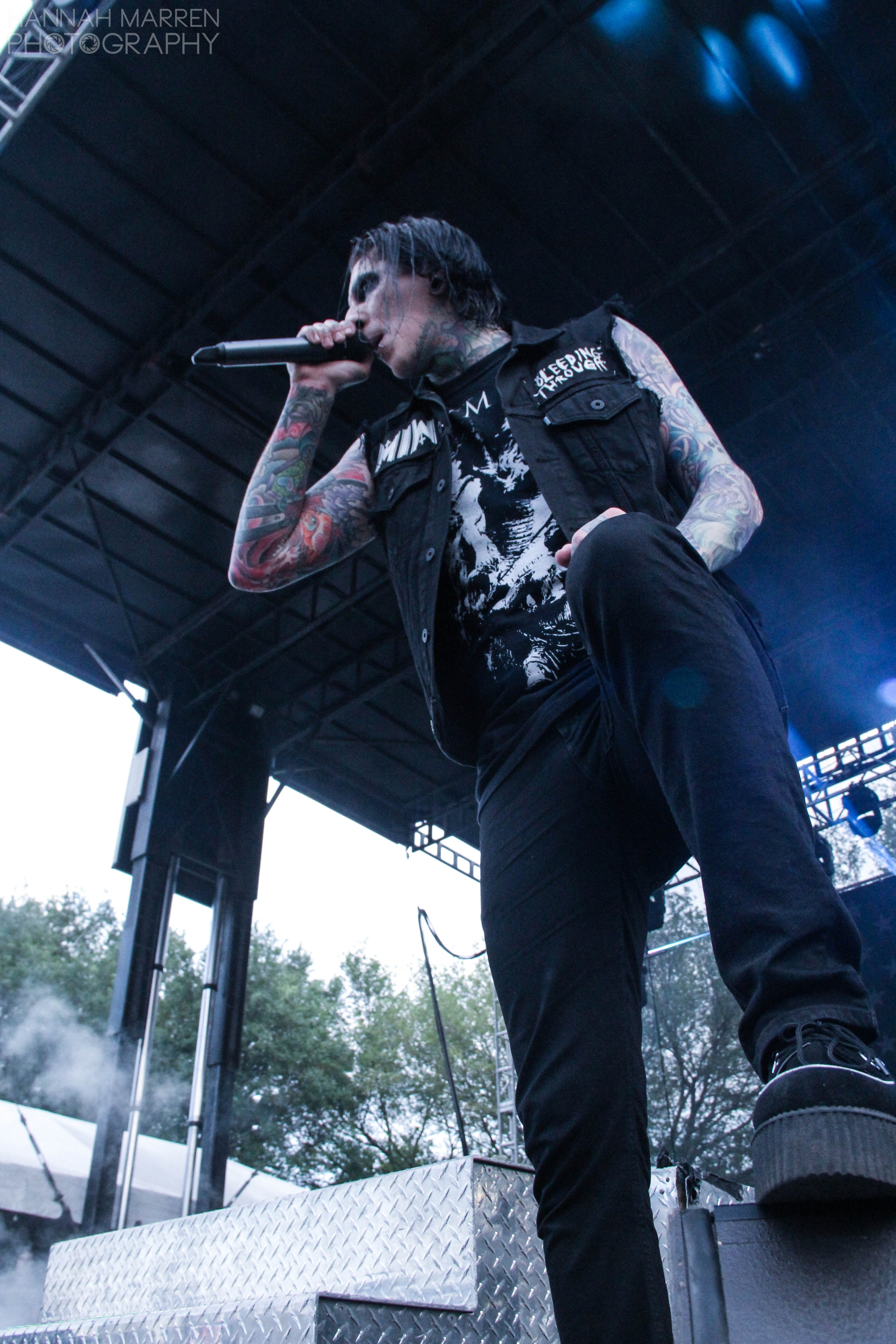
Chris Motionless en vivo con la banda en el Welcome To Rockville en Jacksonville, FL.

El 23 de enero de 2014, la banda anunció una gira con The Plot in You, Like Moths to Flames, For the Fallen Dreams y The Defiled con For Today aparece en San Antonio. Después de la gira, la banda entró en el estudio para trabajar en su seguimiento a su álbum de 2012, Infamous.
El 23 de abril de 2014, el tercer álbum de estudio de la banda, Reincarnate se anunció a través de medios de comunicación social, con una fecha de lanzamiento prevista de 16 de septiembre de 2014 en todo el mundo, pero sería lanzado un día antes en Reino Unido. La banda declaró que seguirían siendo un quinteto y que continuarían trabajando con baterías de turismo y de sesión.
En febrero de 2014 se anunció la salida de Brandon Richter. Brandon agradeció por redes sociales haber estado en la banda, aunque nunca se supo la razón de su salida. El nuevo baterista desde entonces es Vinny Mauro, que continúa hasta el presente.
Andy Biddulph de Rocksound declaró que la banda parece estar reafirmar el sonido de su anterior álbum Infamous, pero con diversos grados de éxito. Se quejaba de que están tomando demasiada influencia de Marilyn Manson y Cradle of Filth, por lo que carece de su propia identidad. Sin embargo, Biddulph llegó a decir que era un buen esfuerzo y espera que su próximo álbum será una mejora.
El álbum vendió 31 000 copias en su primera semana de lanzamiento y debutó en el # 9 Billboard Top 200, # 1 Roca listas de álbumes, y se convirtió en el # 1 del metal del álbum en iTunes.

### Salida de Balz, de Ghost yGraveyard Shift(2016-2018)

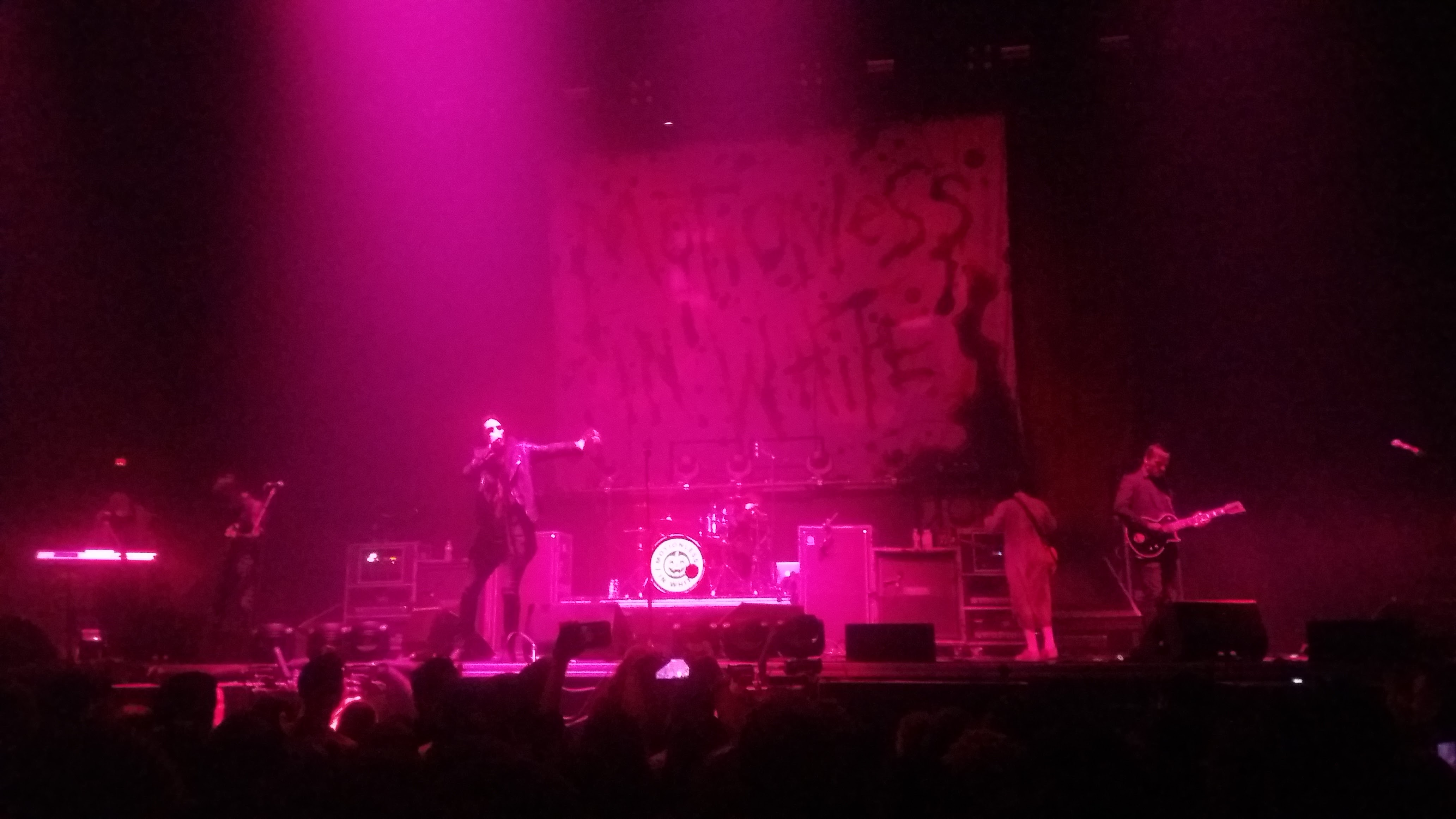
Motionless in White en octubre de 2016.

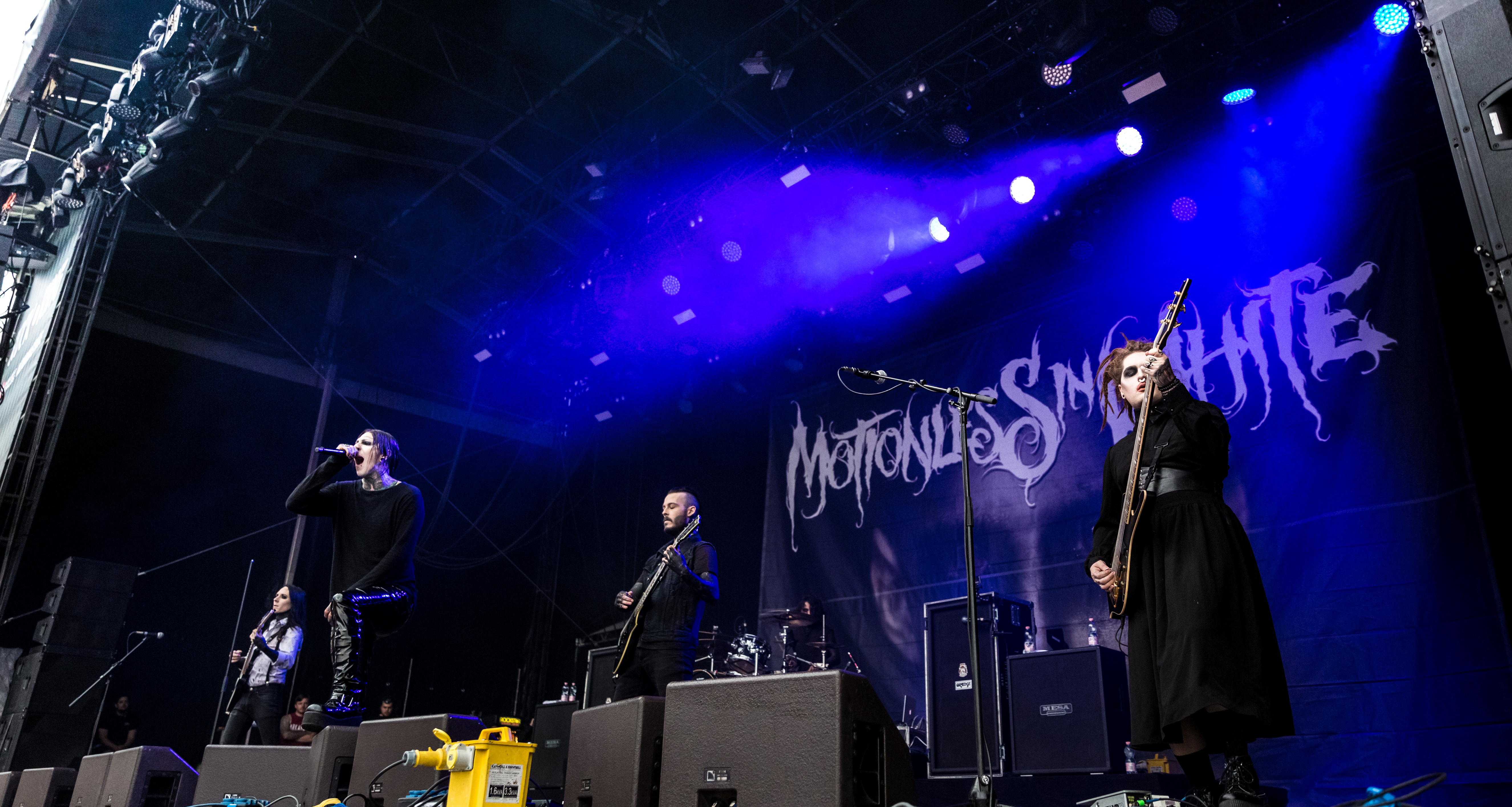
Motionless in White en vivo en el Rock am Ring 2017

El vocalista Chris Motionless declaró que su nuevo álbum no se lanzaría a través de Fearless Records. El 23 de junio de 2016, Motionless In White lanzó el sencillo titulado 570, del próximo álbum de estudio de la banda, que se lanzó a través de Roadrunner Records. El 31 de octubre, Roadrunner anunció que se titularía Graveyard Shift. La banda se acercó a los fans en un concurso para diseñar la portada del nuevo álbum.
El 10 de enero de 2017, Josh Balz anunció su salida de la banda después de 10 años. Los teclados fueron asumidos por Cerulli y Mauro.
El 26 de enero de 2017, la banda lanzó el segundo sencillo de Graveyard Shift, titulado Eternally Yours. Un día después, se reveló que Graveyard Shift se lanzaría el 5 de mayo de 2017.
El 3 de marzo de 2017, la banda reveló el trabajo oficial del álbum creado por Crystal Johnson y la lista de canciones, seguido por el lanzamiento de su tercer sencillo, "LOUD (Fuck It)".
La banda se embarcó en la etapa estadounidense de su gira como el Headlining Tour; El Graveyard Shift Tour, que tuvo lugar de septiembre a octubre de 2017, y traería la gira a Europa a principios de 2018. Motionless In White se unió a una gira con Miss May I y The Amity Affliction, y a William Control como invitado especial. También estaría en giras europeas/estadounidenses de enero a marzo de 2018.
El 4 de mayo de 2018, la banda anunció la salida del bajista Devin "Ghost" Sola, citando los problemas personales de salud mental como un factor importante. El exguitarrista, TJ Bell, tocó el bajo para la banda ese verano en Warped Tour.

### Disguise(2018-2021)
El 6 de mayo de 2018 Chris Motionless anunció por Instagram que ya estaban trabajando en su próximo álbum y que se lanzaría en 2019.
A lo largo del verano de 2018, la banda se embarcó en el último festival de Vans Warped Tour, que se extiende del 21 de junio al 5 de agosto de 2018. Después de la partida de Devin Sola, la banda se reunió con el exguitarrista TJ Bell para la gira. Una vez que terminó la gira, la banda se tomó el resto del año, con la excepción de algunos festivales, espectáculos de Halloween y un espectáculo de club en su ciudad natal de Scranton, para trabajar en el próximo álbum. Para sus apariciones finales de 2018, Justin Morrow de Ice Nine Kills realizó una gira con ellos.
A principios de marzo, la banda anunció que harían una gira durante el verano con Alice Cooper y Halestorm. Solo un día después, anunciaron que tendrían una gira con Atreyu en el transcurso de abril y principios de mayo. El día anterior a la gira de Spring Invasion con el inicio de Atreyu, la banda comenzó a burlarse de la nueva música a través de sus cuentas de redes sociales.
Desde octubre de 2018, el bajista de Ice Nine Kills, Justin Morrow, estuvo apoyando a la banda en las giras como bajista. El 23 de marzo de 2019, Ice Nine Kills anunció la salida de Justin. Ese mismo día, Motionless in White lo anunció como bajista oficial de la banda.
El 17 de abril, la banda anunció su nuevo álbum Disguise, que se lanzará el 7 de junio de 2019. El mismo día, lanzaron dos singles del álbum titulado "Disguise" que se estrenó en Earthday Birthday en Orlando unos días antes y "Brand New Numb". El 10 de mayo, la banda lanzó su tercer sencillo "Undead Ahead 2: The Tale of the Midnight Ride" y su correspondiente vídeo musical.
Solo días antes de que el álbum se lanzara, la banda estrenó la canción "Thoughts & Prayers" en el Show de BBC Radio 1 con Daniel P Carter. Está fue la primera vez que se vio al guitarrista Ryan Sitkowski cantando guturales en un disco. El 27 de junio, la banda lanzó un vídeo musical correspondiente para su segundo sencillo del álbum, "Brand New Numb".
Antes de que la banda se embarcara en su "Disguise Tour" en Europa, la banda se embarcó en "The Trick 'R Treat Tour" en la que fueron cabezas de cartel, junto con algunos espectáculos de la costa este con In This Moment. La banda también anunció que iban de gira con Beartooth en "The Diseased and Disguised Tour" en enero de 2020. Al finalizar 2019, anunciaron múltiples espectáculos en festivales europeos durante el verano, como Rock am Ring y Graspop Metal Meeting junto con un espectáculo en Varsovia, Polonia, con August Burns Red, marcando su primera vez en el país de Polonia.
En mayo de 2020, durante una entrevista en vivo, Chris Motionless anunció que ya estaban trabajando en su próximo álbum, y aseguró que las canciones para el álbum serán más pesadas, aunque la grabación podría retrasarse debido a la Pandemia de COVID-19.

### Scoring the End of the World(2022-presente)
El 7 de marzo de 2022, la banda anunció que planean lanzar nueva música el viernes 11 de marzo, con un video teaser de 30 segundos que insinúa música potencialmente nueva. Ese día, la banda lanzó oficialmente el nuevo sencillo "Cyberhex" con Lindsay Schoolcraft junto con su video musical. Al mismo tiempo, anunciaron oficialmente que su próximo sexto álbum de estudio, Scoring the End of the World, se lanzará el 10 de junio de 2022, y también revelaron la portada del álbum y la lista de canciones.

## Estilo musical e influencias

### Estilo musical
AllMusic describe la banda como una mezcla de metalcore, metal gótico y metal industrial. También se les ha llamado "horror-metal". La estructura de las canciones del grupo comúnmente presenta riffs intrincados junto con blast beats ocasionales durante los versos y breakdowns presentes en las canciones. Los efectos del teclado de la banda también se notan, ya que se afirma que agregan una "atmósfera oscura e incómoda" a la música del grupo en su álbum debut Creatures. El sonido de su segundo álbum, Infamous, se parecía a Marilyn Manson según Alternative Press, Revolver y Kerrang!.

### Influencias
Los miembros de la banda han mencionado como influencias a una gran variedad de artistas como AFI, Aiden, As I Lay Dying, Atreyu, August Burns Red, Avenged Sevenfold, Bauhaus, The Black Dahlia Murder, Bleeding Through, Christian Death, Cradle of Filth, The Cure, Danzig, Depeche Mode, Eighteen Visions, Every Time I Die, HIM, Black Sabbath, Himsa, It Dies Today, KMFDM, Johnny Cash, Korn, Sex Pistols, Linkin Park, Marilyn Manson, Misfits, Metallica, Morrissey, Nine Inch Nails, Underoath, Psyclon Nine, Rammstein, Rob Zombie, Slipknot, The Sisters of Mercy, The Smiths, Suicide Commando, System of a Down, y Paradise Lost.

## Miembros
Miembros actuales
- Chris "Motionless" Cerulli – voz líder, teclados, sintetizadores, piano, guitarra rítmica (2005-presente)
- Ryan Sitkowski – guitarra líder (2008–presente), bajo (2008-2011, 2018-2019)
- Ricky "Horror" Olson – guitarra rítmica y guitarra líder, segunda voz (2013–presente), bajo (2009-2011, 2018-2019)
- Vinny Mauro – batería, percusión (2014–presente), teclados, sintetizadores, piano (2017-presente)
- Justin Morrow - bajo, coros (2019-presente, 2018-2019 miembro de apoyo)

## Discografía
- Creatures (2010)
- Infamous (2012)
- Reincarnate (2014)
- Graveyard Shift (2017)
- Disguise (2019)
- Scoring the End of the World (2022)

## Canciones perdidas, remixes y colaboraciones
| Áño  | Canción                                  | Álbum                                               |
| ---- | ---------------------------------------- | --------------------------------------------------- |
| 2011 | Santa´s Pissed                           | Punk Goes Christmas Unreleased EP                   |
| 2012 | Iris (Cover de Goo Goo Dolls)            | Punk Goes 90's Unreleased EP                        |
| 2012 | Creatures (Beast Remix por Celldweller)  | Creatures (Deluxe Edition)                          |
| 2012 | A New Beginning (de Upon This Dawning)   | To Keep Us Save                                     |
| 2012 | My Friend Of Misery (Cover de Metallica) | Kerrang! Presents Metallica The Black Album Covered |
| 2013 | Forbidden Planet (de Michale Graves)     | Lost Skeleton Returns                               |
| 2013 | Angel Eyes (de New Years Day)            | Victim To Villain                                   |
| 2014 | Du Hast (Cover de Rammstein)             | Punk Goes 90's Vol. 2                               |
| 2015 | Unleash Hell (de The Iron Son)           | The Iron Son                                        |
| 2015 | Animals (de Aiden)                       | Aiden                                               |
| 2016 | Pay To Play (de Combichrist)             | This Is Where Death Begins                          |
| 2020 | Another Life (Caleb Shomo Remix)         | Another Life                                        |